# 卡尔·巴克斯特
卡尔·巴克斯特（英語：Carl Baxter，1985年11月28日—），英格蘭男子羽毛球運動員。
2010年10月，巴克斯特代表英格蘭參加印度新德里舉行的英联邦运动会羽毛球比賽，協助球隊贏得混合團體銅牌。

## 主要比賽成績
只列出曾進入準決賽的國際賽事成績：
| 年份   | 賽事                       | 公開賽級別 | 項目     | 成績   |
| ------ | -------------------------- | ---------- | -------- | ------ |
| 2009年 | 瑞典斯德哥爾摩羽毛球國際賽 | 國際挑戰賽 | 男子單打 | 準決賽 |
| 2009年 | 加拿大羽毛球國際挑戰賽     | 國際挑戰賽 | 男子單打 | 亞軍   |
| 2009年 | 美國羽毛球大獎賽           | 大獎賽     | 男子單打 | 準決賽 |
| 2009年 | 碧特博格羽毛球大獎賽       | 大獎賽     | 男子單打 | 準決賽 |
| 2010年 | 碧特博格羽毛球黃金大獎賽   | 黃金大獎賽 | 男子單打 | 準決賽 |
| 2011年 | 蘇格蘭羽毛球國際賽         | 國際挑戰賽 | 男子單打 | 亞軍   |
| 2011年 | 加拿大羽毛球國際挑戰賽     | 國際挑戰賽 | 男子單打 | 冠軍   |
| 2014年 | 歐洲男子羽毛球團體錦標賽   | 其他       | 男子團體 | 亞軍   |

| 2007-2017年 | 首要超級賽 | 超級賽 | 黃金大獎賽 | 大獎賽 | 國際挑戰賽 | 國際系列賽 | 未來系列賽 | 其他 |

| 2018-2026年 | 總決賽 | 超級1000賽 | 超級750賽 | 超級500賽 | 超級300賽 | 超級100賽 | 國際挑戰賽 | 國際系列賽 | 未來系列賽 | 其他 |

### 奧運會和世錦賽參賽紀錄
|          | 2010 | 2011 |
| -------- | ---- | ---- |
| 男子單打 | 32強 | 64強 |